# Тед Мосбі
Тед Мосбі — головний персонаж телесеріалу «Як я зустрів вашу маму», безнадійний романтик, який намагається знайти дівчину своєї мрії. Від особи Теда ведеться розповідь у серіалі.

## Біографія
Тед Мосбі (повне ім'я Теодор Евелін Мосбі) народився 25 квітня 1978 року в Шейкер-Гайтс, штат Огайо.
Навчався архітектури в Уесліанському університеті. У перших чотирьох сезонах він працює архітектором, починаючи з п'ятого — університетським викладачем архітектури. Живе в одній квартирі зі своїми найкращими друзями: Маршаллом Еріксеном і Лілі Олдрін, а після того, як вони переїдуть у власну квартиру — з Робін Щербатськи. Через певний час він з'їжджає зі своєї квартири (в якій починалася історія серіалу), і залишає її Маршаллу Еріксену і Лілі Олдрін. Ще через декілька місяців, на весіллі Барні Стінсона і Робін, зустрічає Трейсі МакКоннелл, свою майбутню дружину та матір їхніх майбутніх дітей.

## Відносини з іншими персонажами
Відносини Маршалла і Теда є важливим аспектом серіалу. Тед і Маршалл познайомилися в коледжі, де жили в одній кімнаті. Після коледжу вони також жили разом. Вони підтримують один одного після того, як Лілі покинула Маршалла в 2 сезоні. Робін поїхала в Південну Америку після розставання з Тедом в 3 сезоні. Барні і Тед познайомилися в 2001 році в барі МакЛаренс, опинившись разом у вбиральні. Потім Барні підсів до Теда і сказав йому, що він буде «вчити його, як жити». Протягом усього серіалу Барні штовхає Теда жити повним життям і робити божевільні речі вночі, що б вони були «леген … почекай-почекай … дарними». Лілі є одним з найближчих друзів Теда і його голосом розуму. Тед звертається до Лілі з питань романтики, в той час як Лілі назвала себе «захисницю Теда», і псувала майже всі його відносини, в тому числі і з Робін. Тед зустрічає і закохується в Робін в пілотному епізоді, і їх зрушення щодо дружби і романтики змінюються протягом усіх серій. Тед для Робін є голосом розуму, і протягом усього серіалу Робін звертається до Теда за порадою і т. д.

## Особистість
Тед схильний до божевільних романтичних вчинків: в пілотному епізоді він краде синю валторну (на прізвисько «Пеніс Смурфа»), який був темою розмови Теда і Робін на їх першому побаченні, а потім лякає її, сказавши, що закоханий в неї. У тому ж дусі, коли він надягає костюм-оголошення з дірками на Хелловін, в надії зустріти «Повію-гарбуза» — жінку, яка одягнена, як ліхтар з гарбуза, з прорізаними отворами у вигляді очей, носа і рота (в комплекті із стратегічними отворами), яку він побачив на вечірці на честь Хелловіна. Коли він її зустрічає в 7 сезоні, в серії «Повія-гарбуз повертається», їх відносини руйнуються.
Він вболіває за Клівленд, коли вони приїжджають в Нью-Йорк. Він і Маршалл потрапили в кімнату, де вони познайомилися на першому курсі, але не відразу стали найкращими друзями. Вони стали ними після довгої, нещасливої поїздки, яка була описана в серії «Аррівідерчі, Фіерро».
Деякий час, Тед стверджував, що його не рвало з 1993 року. Проте, в епізоді «Ніч ігор», він показує, що це не так, і що його вирвало на дверний килимок Робін. Він знає французьку і жестову мову (імовірно американську жестову мову), і має погану звичку виправляти все, що люди навколо нього говорять. Він вважає себе «офігенним детективом», і навіть мав детективний клуб в дитинстві під назвою «The Mosby Boys». Він також говорить іспанською, хоч і незграбно. Пабло Неруда є одним з його улюблених письменників.